# Кореньково (Московская область)
Кореньково — деревня в городском округе Кашира Московской области.

## География
Находится в южной части Московской области на расстоянии приблизительно 14 км на восток-юго-восток по прямой от железнодорожной станции Кашира.

## История
Известна с 1624 года как владение помещика Д. И. Дмитриева. До 2015 года входила в состав сельского поселения Знаменского Каширского района.

## Население
Постоянное население составляло 3 человека в 2002 году (русские 100 %), 3 в 2010.